# توم دارلينغ
توم دارلينغ (بالإنجليزية: Tom Darling)‏ هو مجدف أمريكي، ولد في 4 مايو 1958.

## وصلات خارجية
- توم دارلينغ على موقع الاتحاد الدولي للتجديف (الإنجليزية)
- توم دارلينغ على موقع اللجنة الأولمبية الدولية (الإنجليزية)
- توم دارلينغ على موقع أوليمبيديا (الإنجليزية)